# محارة دياتومية

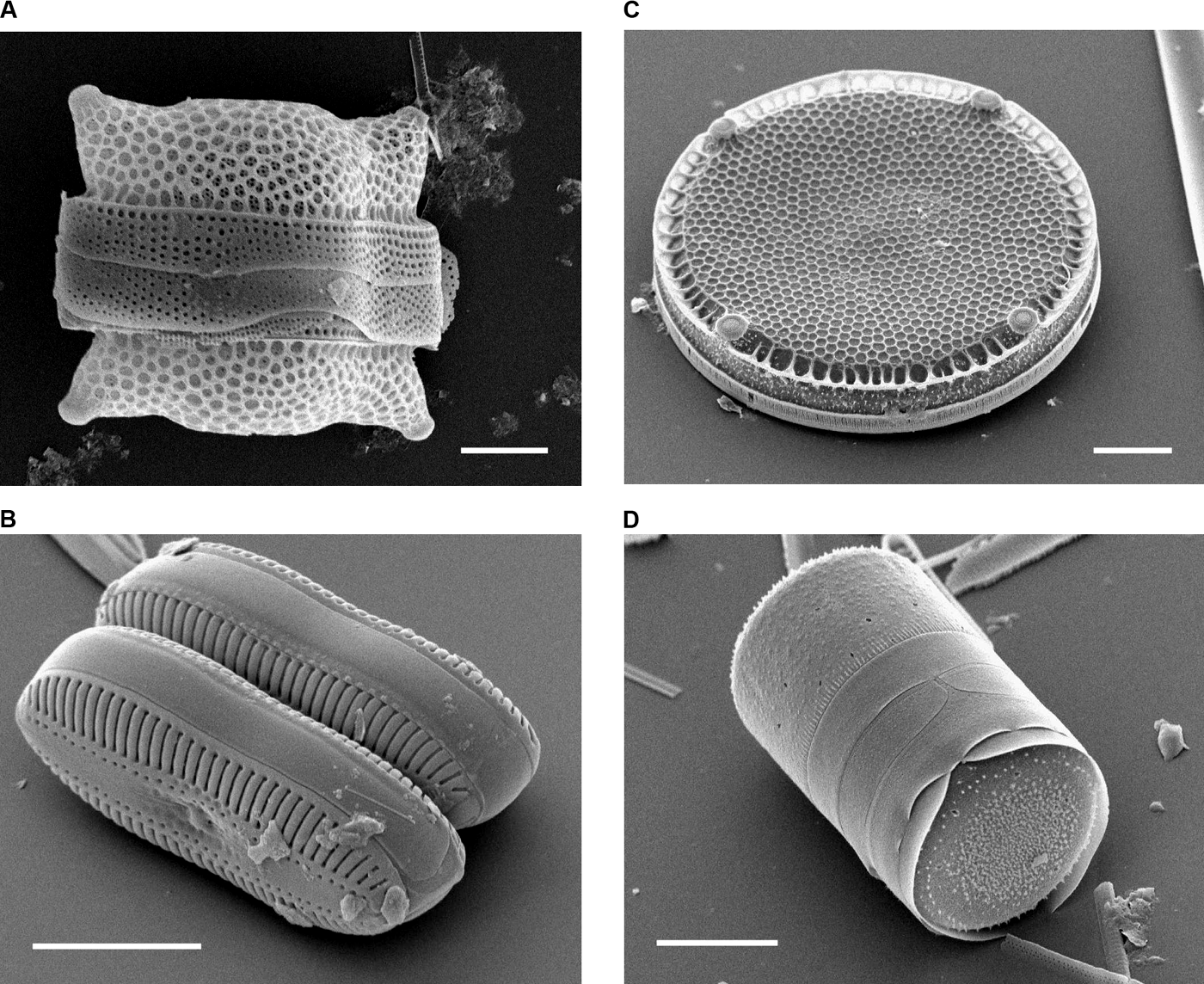
صورة عبر المجهر الإلكتروني الماسح للمحارات الدياتومية لبعض أنواع الطحالب.

المحارة الدياتومية  هو الجدار الخلوي المسامي والصلب للدياتومات. تتألف المحارات الدياتونية من السيليكا بشكل شبه كامل، وذلك من حمض أورثو السيليسيك، وهي مغطاة بطبقة من مادة عضوية من البكتين، وهو ليف يوجد عادة في الجدار الخلوي لأغلب النباتات؛ وكذلك من عدة طبقات من متعددات السكاريد.